# カイン・アット・アベル
『カイン・アット・アベル』(タガログ語: Cain at Abel / 日本語:  カインとアベル)は、2018年11月19日から2019年2月15日まで毎週月曜19時45分 - 20時30分に、45分系の 枠で放送されたテレビドラマである。
| スタブアイコン | サブスタブ | この項目は、まだ閲覧者の調べものの参照としては役立たない、テレビ番組に関連した書きかけの項目です。この項目を加筆・訂正などしてくださる協力者を求めています（P:テレビ/PJ:放送または配信の番組）。 |